# النظرية الموحدة لقبول واستخدام التكنولوجيا
نظرية التوحيد لقبول واستخدام التكنولوجيا هي نموذج لقبول التكنولوجيا صاغه فينكاتيش وآخرون في بحثهم المعنون "قبول المستخدم لتكنولوجيا المعلومات: نحو رؤية موحدة" في سياق المؤسسات. يهدف إلى تفسير نوايا المستخدمين لاستخدام نظام معلومات وسلوك الاستخدام اللاحق. وتنص النظرية على وجود أربعة مكونات أساسية:
1. التوقعات المتعلقة بالأداء،
2. التوقعات المتعلقة بالجهد،
3. التأثير الاجتماعي،
4. الظروف المُيسّرة.

العوامل الثلاثة الأولى هي محددات مباشرة لنية الاستخدام والسلوك، أما العامل الرابع فهو محدد مباشر لسلوك المستخدم. يُفترض أن تؤثر عوامل الجنس والعمر والخبرة والطوعية في الاستخدام على تأثير البنى الأربعة الأساسية في نية الاستخدام والسلوك. وقد تم تطوير النظرية من خلال مراجعة وتجميع بنى ثمانية نماذج استخدمتها الأبحاث السابقة لتفسير سلوك استخدام نظم المعلومات (نظرية الفعل العقلاني، نموذج قبول التكنولوجيا، النموذج التحفيزي، نظرية السلوك المخطط، نظرية مشتركة بين السلوك المخطط وقبول التكنولوجيا، نموذج استخدام الحاسوب الشخصي، نظرية انتشار الابتكارات، ونظرية الإدراك الاجتماعي). وقد أثبتت الدراسة الطولية التي أجراها فينكاتيش وآخرون (2003) صحة النموذج، حيث بيّنت أنه يفسّر 70٪ من التباين في النية السلوكية للاستخدام وحوالي 50٪ من الاستخدام الفعلي.
قام فينكاتيش، ثونغ، و شو (2012) بتمديد نظرية قبول واستخدام التكنولوجيا الموحدة إلى سياق المستهلك، والمعروفة باسم UTAUT2، من خلال دمج ثلاثة متغيرات جديدة في النموذج: الدافع الترفيهي، قيمة السعر، والعادة.
- قام كويفوماكي وآخرون بتطبيق نظرية التوحيد لقبول واستخدام التكنولوجيا لدراسة تصورات 243 شخصًا في شمال فنلندا تجاه الخدمات والتكنولوجيا المحمولة، ووجدوا أن الوقت الذي يُقضى في استخدام الأجهزة لم يؤثر على تصورات المستهلكين، ولكن الألفة مع الأجهزة ومهارات المستخدمين كان لها تأثير.[2]
- طبّق إيكهارت وآخرون نموذج نظرية التوحيد لقبول واستخدام التكنولوجيا لدراسة تأثير التأثير الاجتماعي للمجموعات المرجعية في أماكن العمل (الرؤساء، الزملاء) على نية تبني التكنولوجيا في 152 شركة ألمانية، ووجدوا تأثيرًا كبيرًا للتأثير الاجتماعي من المجموعات المرجعية في تبني تكنولوجيا المعلومات.
- قام كورتيس وآخرون بتطبيق نظرية التوحيد لقبول واستخدام التكنولوجيا على تبني وسائل التواصل الاجتماعي من قبل 409 منظمات غير ربحية في الولايات المتحدة. لم يُسبق تطبيق نظرية التوحيد لقبول واستخدام التكنولوجيا سابقًا على استخدام وسائل التواصل الاجتماعي في العلاقات العامة. ووجدوا أن المنظمات التي تمتلك أقسام علاقات عامة محددة كانت أكثر ميلاً لاعتماد تقنيات وسائل التواصل الاجتماعي واستخدامها لتحقيق أهدافها التنظيمية. النساء اعتبرن وسائل التواصل الاجتماعي مفيدة، بينما أظهر الرجال ثقة أكبر في استخدامها الفعّال.
- طبّق فيرهوفن وآخرون نموذج نظرية التوحيد لقبول واستخدام التكنولوجيا لدراسة تواتر استخدام الحاسوب لدى 714 طالبًا جامعيًا جديدًا في بلجيكا، ووجدوا أن نظرية التوحيد لقبول واستخدام التكنولوجيا كان مفيدًا أيضًا في تفسير تفاوت تواتر الاستخدام واختلاف المهارات في تكنولوجيا المعلومات والاتصالات في المدرسة الثانوية وفي الجامعة.
- طبّق ويلش وآخرون نموذج نظرية التوحيد لقبول واستخدام التكنولوجيا لدراسة العوامل المؤثرة على تبني التعلم المتنقل بين 118 موظفًا في المتاحف في إنجلترا. لم يُسبق استخدام نظرية التوحيد لقبول واستخدام التكنولوجيا سابقًا لتفسير استخدام تدخلات المعرفة الفورية لتنمية المعرفة التكنولوجية في قطاع المتاحف. ووجدوا أن النموذج كان مفيدًا في تفسير محددات تبني التعلم المتنقل.
- أجرى ويليامز، رانا، و دويفيدي (2015) مراجعة منهجية لـ174 مقالة استخدمت نموذج قبول واستخدام التكنولوجيا الموحدة.

تمديد النظرية
- اقترح كل من لين و أنول نموذجًا موسعًا من نظرية التوحيد لقبول واستخدام التكنولوجيا ، شمل تأثير الدعم الاجتماعي عبر الإنترنت على استخدام تكنولوجيا معلومات الشبكات. قاموا بمسح 317 طالبًا جامعيًا في تايوان حول دعمهم الاجتماعي على الإنترنت في استخدام الرسائل الفورية، ووجدوا أن التأثير الاجتماعي يلعب دورًا مهمًا في التأثير على هذا الدعم.
- اقترح سايكس وآخرون نموذجًا للقبول مع دعم الأقران، بدمج أبحاث سابقة عن التبني الفردي مع أبحاث الشبكات الاجتماعية داخل المؤسسات. أجروا دراسة استمرت ثلاثة أشهر على 87 موظفًا في إحدى المؤسسات ووجدوا أن دراسة مكونات الشبكات الاجتماعية تساعد في فهم استخدام نظم المعلومات الجديدة.
- أضاف وانغ، وو، و وانغ متغيرين (اللعبية المتصورة وإدارة التعلم الذاتية) إلى نموذج نظرية التوحيد لقبول واستخدام التكنولوجيا في دراستهم لمحددات قبول التعلم المتنقل لدى 370 شخصًا في تايوان، ووجدوا أنهما كانا محددين مهمين للنية السلوكية لاستخدام التعلم المتنقل لدى جميع المشاركين.
- مدد هيويت وآخرون نموذج نظرية التوحيد لقبول واستخدام التكنولوجيا لدراسة قبول المركبات الذاتية القيادة. أُجريت دراستان منفصلتان شملتا 57 و187 شخصًا في الولايات المتحدة، وبيّنتا أن المستخدمين كانوا أقل قبولًا للمستويات العالية من الاستقلالية، وأظهروا نية أقل بشكل ملحوظ لاستخدام المركبات ذات الاستقلالية العالية.
- مدد وانغ و وانغ نموذج نظرية التوحيد لقبول واستخدام التكنولوجيا في دراستهما لـ343 شخصًا في تايوان لدراسة الفروق بين الجنسين في قبول الإنترنت المحمول. أضافا ثلاثة متغيرات – اللعبية المتصورة، القيمة المتصورة، وكفاءة استخدام الحاسوب بحجم راحة اليد – إلى نظرية التوحيد لقبول واستخدام التكنولوجيا، واختارا "النية السلوكية" كمتغير تابع. استبعدا السلوك الفعلي، الظروف الميسّرة، والخبرة. وبما أن استخدام الأجهزة كان طوعيًا، ووجدوا أن معظم المستخدمين كانوا بين سن 20–35 عامًا، فقد استبعدوا الطوعية والعمر أيضًا. كانت القيمة المتصورة ذات تأثير كبير على نية التبني، وكانت كفاءة استخدام الحاسوب المحمول عاملًا حاسمًا في التنبؤ بقبول الإنترنت المحمول. أما اللعبية المتصورة فلم يكن لها تأثير قوي على النية السلوكية، وربما يعود ذلك إلى مشاكل في جودة الخدمة أو الاتصال خلال فترة الدراسة.
- طور تشينغ-مين تشاو واختبر تجريبيًا نموذجًا للتنبؤ بالعوامل التي تؤثر على نية السلوك لدى الطلاب تجاه استخدام التعلم المتنقل. طبقت الدراسة النموذج الموسع لنظرية القبول الموحد واستخدام التكنولوجيا مع إضافة متغيرات المتعة المتصورة، الكفاءة الذاتية في استخدام المحمول، الرضا، الثقة، والمخاطر المتصورة كمحددات. جمعت الدراسة بيانات من 1562 مشاركًا لإجراء دراسة مقطعية واستخدمت نموذجًا بحثيًا قائمًا على عدة نظريات لقبول التكنولوجيا.
- طور سيمبرمان وآخرون نموذجًا موسعًا من نظرية القبول الموحد واستخدام التكنولوجيا لتحليل معدل قبول خدمات الصحة المنزلية عن بُعد لدى كبار السن. يحتوي النموذج الموسع على ستة متغيرات تنبؤية، وقد ثبتت فعاليتها تجريبيًا في التنبؤ بكيفية تأثير سلوك معين على معدل القبول.

## الانتقادات
انتقد باغوزي النموذج وتوسعاته اللاحقة، مشيرًا إلى أن "نظرية القبول الموحد واستخدام التكنولوجيا عرض حسن النية ومدروس"، لكنه يقدم نموذجًا يحتوي على 41 متغيرًا مستقلاً للتنبؤ بالنية، وما لا يقل عن 8 متغيرات للتنبؤ بالسلوك، مما أدى إلى وصول دراسة تبني التكنولوجيا إلى "مرحلة من الفوضى". واقترح بدلاً من ذلك نظرية موحدة تجمع "الكثير من شظايا المعرفة" لشرح اتخاذ القرار.
انتقد فان راي و شيبرس نموذج نظرية القبول الموحد واستخدام التكنولوجيا باعتباره أقل إيجازًا من نموذج قبول التكنولوجيا السابق ونموذج TAM2، لأن قيمة R² العالية لا تُحقق إلا عند تعديل العلاقات الأساسية باستخدام ما يصل إلى أربعة متغيرات. كما أشاروا إلى أن تجميع وتسميات العناصر والبنى كانت إشكالية، لأن مجموعة متنوعة من العناصر المتباينة جُمعت لتعكس بُنية سيكومترية واحدة.
اقترح لي أن استخدام المحددات لتحقيق R² مرتفعة بشكل مصطنع في نظرية القبول الموحد واستخدام التكنولوجيا ليس ضروريًا كما أنه غير عملي لفهم تبني التكنولوجيا على مستوى المؤسسات، وأظهر أنه يمكن تحقيق قدرة تنبؤية جيدة حتى باستخدام نماذج بسيطة عند تطبيق إجراءات تمهيدية مناسبة. توفر النتائج رؤى لتصميم أبحاث المؤسسات ضمن بيئات العمل الفعلية.